# MC2作戦とMC3作戦
MC2作戦とMC3作戦は、第二次世界大戦中の1940年12月にイギリス軍が地中海で実行した作戦。MC2作戦はマルタへの補給、MC3作戦はオトラント海峡内での攻撃でありアルバニアのヴァロナ砲撃が実施された。

## 参加部隊
- A部隊：戦艦ウォースパイト、ヴァリアント、空母イラストリアス、駆逐艦7隻
- B部隊：重巡洋艦ヨーク、軽巡洋艦オライオン、シドニー、エイジャックス、グロスター
- MW5A船団：Lanarkshir、Waiwera
  - 護衛：戦艦マレーヤ、駆逐艦4隻
- MW5B船団：Volo、Rodi、Devis、Pontfield、Hoegh Hood
  - 護衛：軽巡洋艦カルカッタ、駆逐艦1隻、スループ3隻、潜水艦1隻
- ME5A船団：ブレコンシャー (Breconshire)、メムノン (Memnon)、クラン・マコーリー (Clan Macaulay)、クラン・ファーガスン (Clan Ferguson)
  - 護衛：軽巡洋艦カルカッタ、駆逐艦1隻、スループ3隻

## 作戦経過
1940年12月15日と16日にアレクサンドリアとポートサイドから、マルタへ向かうMW5A船団とMW5B船団が出発した。MW5B船団にはクレタ島およびギリシャへの人員輸送を行う「Ulster Prince」も同行しており、クレタ島南西沖で船団と別れた。両船団は12月20日にマルタに到着した。
A部隊とB部隊も12月16日にアレクサンドリアから出撃した。ただし、エーゲ海で活動中であった第3巡洋艦戦隊（オライオン、シドニー、エイジャックス）は後日合流した。12月17日、「イラストリアス」搭載機がスタンパリア島とロドス島を攻撃した。12月19日、「ウォースパイト」と「ヴァリアント」がヴァロナを砲撃した。また、「オライオン」、「シドニー」、「エイジャックス」、駆逐艦3隻がオトラント海峡で敵船舶を探索したが何も発見できなかった。
12月20日にエジプトへ向かうME5A船団がマルタから出発。12月21日、「イラストリアス」搭載機がチュニジア沖でイタリア船団を攻撃し2隻を沈めた。また、12月22日にはトリポリを攻撃した。A、B両部隊は12月23日と24日に帰投し、ME5A船団も12月23日にアレクサンドリアに到着した。
戦艦「マレーヤ」は、マルタへの船団護衛後そのままMG1船団（クラン・フレーザー、Clan Forbes）とともにジブラルタルへ向かった。その途中、護衛の駆逐艦の1隻「ハイペリオン」が触雷またはイタリア潜水艦の雷撃で損傷し処分された。MG1船団と「マレーヤ」は、ジブラルタルから出撃（ハイド作戦）してきたH部隊と12月22日に合流した。